# Bernie Leadon

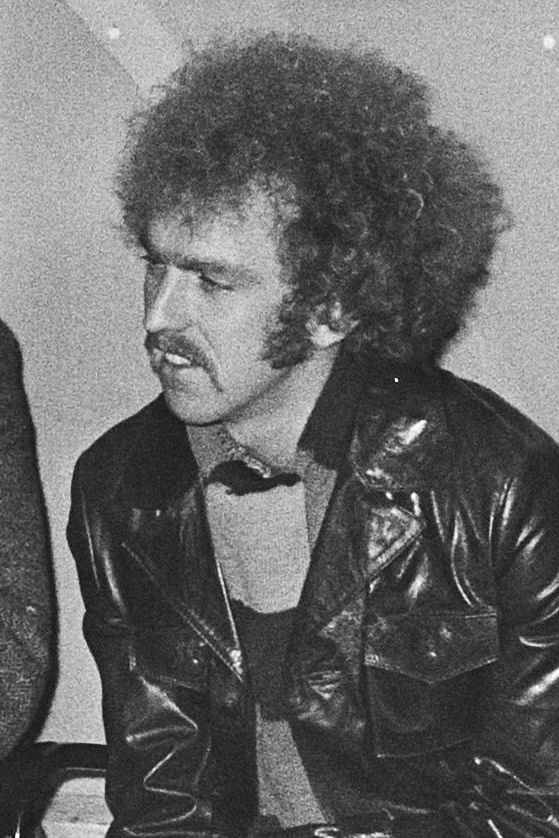
Bernie Leadon (1970)

Bernard Mathew „Bernie“ Leadon III (* 19. Juli 1947 in Minneapolis, Minnesota) ist ein US-amerikanischer Sänger, Gitarrist, Banjo- und Dobrospieler und Songwriter, der in den 1960er und 1970er Jahren Mitglied der Country-Rock-Bands Flying Burrito Brothers und den Eagles war.

## Leben
Leadon besuchte die Gainesville Highschool in Gainesville, Florida. Einer seiner Klassenkameraden war Don Felder, der später mit ihm bei den Eagles spielen sollte. Felder war zu dieser Zeit Mitglied der Band The Continentals, der auch Stephen Stills angehörte. Leadon löste Stills an der Gitarre ab. Die Band nannte sich in Maundy Quintet um. Im Jahrbuch der Highschool war im Jahr 1966 neben dem Maundy Quintet noch eine andere Band abgebildet, The Epics, deren Sänger Tom Petty war. Leadons Bruder Tom spielte zusammen mit Petty in einer weiteren frühen Band von Petty, Mudcrutch.
Ende 1964 spielte Leadon ein paar Auftritte mit den Scottsville Squirrel Barkers, einer kalifornischen Bluegrass-Band, die von dem späteren Gründungsmitglied der The Byrds, Chris Hillman, geleitet wurde. 1967 schloss er sich dem kurzlebigen Folkrock-Trio Hearts and Flowers an.

### Dillard & Clark
→ Hauptartikel: Dillard and Clark
1968 gründete er gemeinsam mit Gene Clark (ehemals Mitglied der The Byrds) und Doug Dillard (ehemals Mitglied von The Dillards) die Gruppe Dillard and Clark. Weiteres Mitglied der Band war Ex-Hearts and Flowers Bassist David Jackson. Beim ersten Album The Fantastic Expedition of Dillard & Clark war er auf den meisten Titeln Mitkomponist, darunter Train Leaves Here This Morning, später fester Bestandteil des Live-Programms der Eagles. Beim Nachfolgealbum Through The Morning, Through The Night wirkte er nur noch bei einigen Songs mit und hatte bei Erscheinen der Platte die Band bereits verlassen. In einem Interview erklärte er 2003 seinen Weggang damit, dass Dillard und Clark 1969 die Sängerin Donna Washburn in die Band aufgenommen und ihr die dritte Harmoniestimme zugewiesen hatten. Er sei dadurch „überflüssig“ geworden (Rock Of Ages, Bernie Leadon Interview, 2003).

### Flying Burrito Brothers

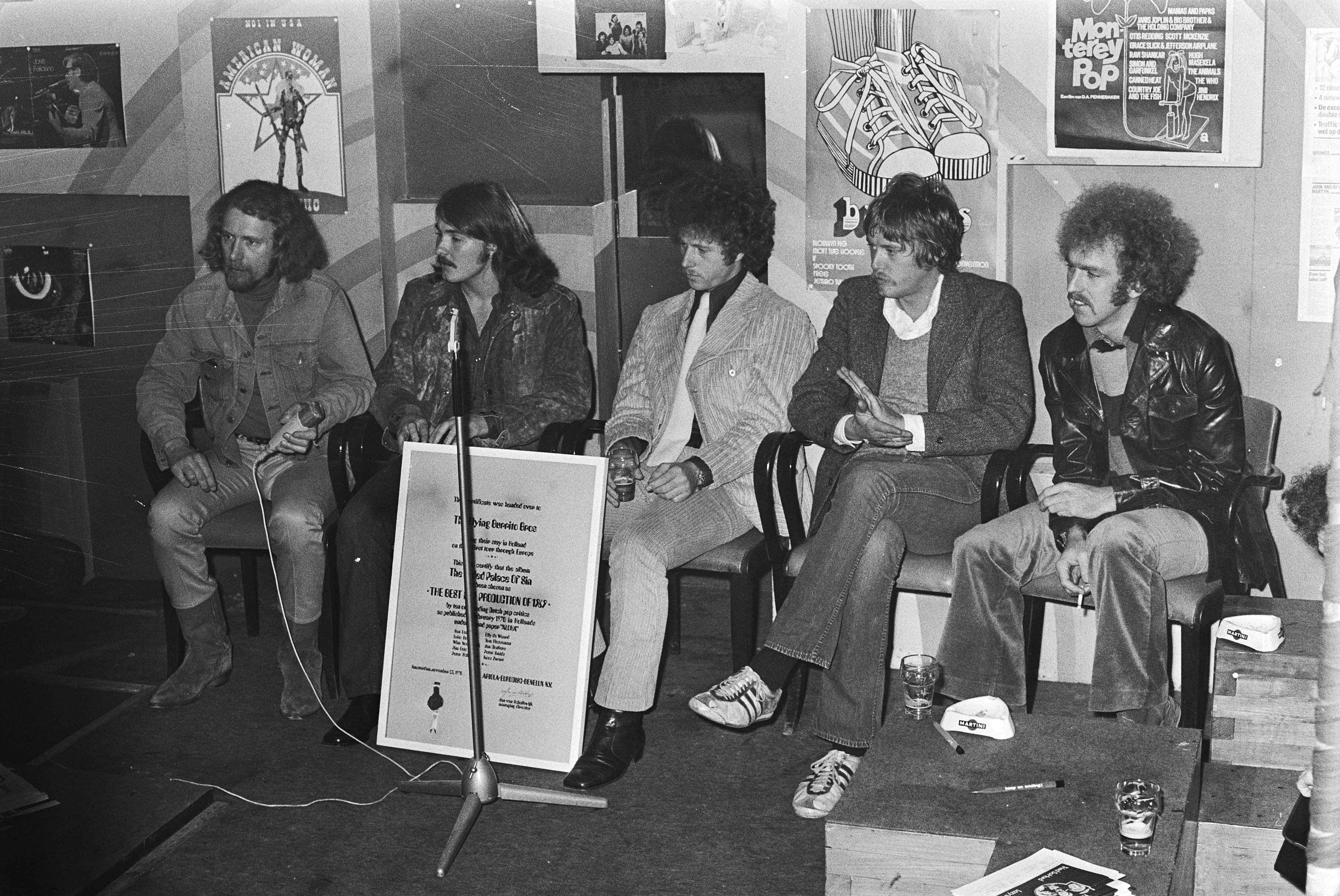
The Flying Burrito Brothers (Amsterdam, 1970).
Rechts: Bernie Leadon

→ Hauptartikel: Flying Burrito Brothers
Leadon schloss sich zunächst der Begleitband von Linda Ronstadt, The Corvettes, an. Er verließ diese aber bald wieder, um den Flying Burrito Brothers beizutreten. Er wirkte an der Seite von Gram Parsons, Chris Hillman, Chris Ethridge, Sneaky Pete Kleinow und Rick Roberts an drei Alben mit und steuerte wiederum eigene Songs bei.
Enttäuscht über die dominante Rolle des neu dazugekommenen Rick Roberts als Sänger verließ er die Burritos 1971, um abermals Linda Ronstadts Begleitband beizutreten. Zu dieser Zeit waren weitere Mitglieder dieser Gruppe der Sänger und Gitarrist Glenn Frey sowie der Schlagzeuger und Sänger Don Henley.

### Eagles
→ Hauptartikel: Eagles
1972 entschlossen sich Leadon, Frey und Henley, gemeinsam mit Randy Meisner (ehemals Bassist bei Poco), eine eigene Band zu gründen: Eagles. In ihr entwickelten sie den Country-Rock-Stil der Flying Burrito Brothers weiter. Leadon wirkte an vier Alben (1972–1975) mit und steuerte Titel wie My Man und Bitter Creek bei. Auch der Titel Journey of the Sorcerer, welcher als Titelmelodie für die Radio- und Fernsehproduktionen von Per Anhalter durch die Galaxis verwendet wurde, stammt aus seiner Feder.
Ausgelaugt durch Tourneen und Studio-Verpflichtungen verließ Leadon die Band im Dezember 1975 und wurde durch Joe Walsh ersetzt.

### 1977 bis heute
1977 gründete Leadon mit Michael Georgiades die Bernie Leadon-Michael Georgiades-Band, die mit Natural Progressions nur ein Album veröffentlichte, bevor sie sich auflöste. In den 1980er Jahren beteiligte er sich zunächst an verschiedenen Projekten mit Chris Hillman. Er wirkte auf dessen Alben Morning Sky (1982) und Desert Rose (1984) mit und gründete mit ihm, Al Perkins, David Mansfield und Jerry Scheff die Gruppe Ever Call Ready, die 1985 auf zwei Alben (Ever Call Ready und Down Home Praise) Bluegrass mit christlichen Texten aufnahm.
Zwei Jahre später ersetzte er John McEuen bei der Nitty Gritty Dirt Band und war an deren Alben Hold On (1987), Workin’ Band (1988) und Will The Circle Be Unbroken Vol.2 (1989) beteiligt. In den 1990er Jahren gründete er eine Novelty-Band namens Run C&W, die sich darauf spezialisierte, Country-Songs im Rap-Stil vorzutragen. Sie veröffentlichte zwei Alben: Into The Twangy First Century (1993) und Row Vs. Wade (1995). 2003 nahm Leadon gemeinsam mit Ethan Johns das Soloalbum Mirror auf. 
In seiner Karriere hat er bei zahlreichen Aufnahmen anderer Musiker mitgewirkt, darunter Gram Parsons, Randy Newman, Barry McGuire, Kenny Rogers, Alabama, Rita Coolidge, Andy Fairweather-Low, Emmylou Harris, John Hiatt, David Crosby und Stevie Nicks. Seine Beiträge reichen von Gesang und Gitarre über Pedal-Steel-Gitarre bis zu Banjo, Dobro und Mandoline.
1998 trat er anlässlich des Einzugs in die Rock and Roll Hall of Fame noch einmal mit allen gegenwärtigen und ehemaligen Mitgliedern der Eagles auf die Bühne, um gemeinsam Take It Easy und Hotel California darzubieten.
Bei der „History of the Eagles Tour 2013“ wirkte er auf Einladung der Band bei einem Teil der Songs wieder mit.